# Старый город (Аугсбург)

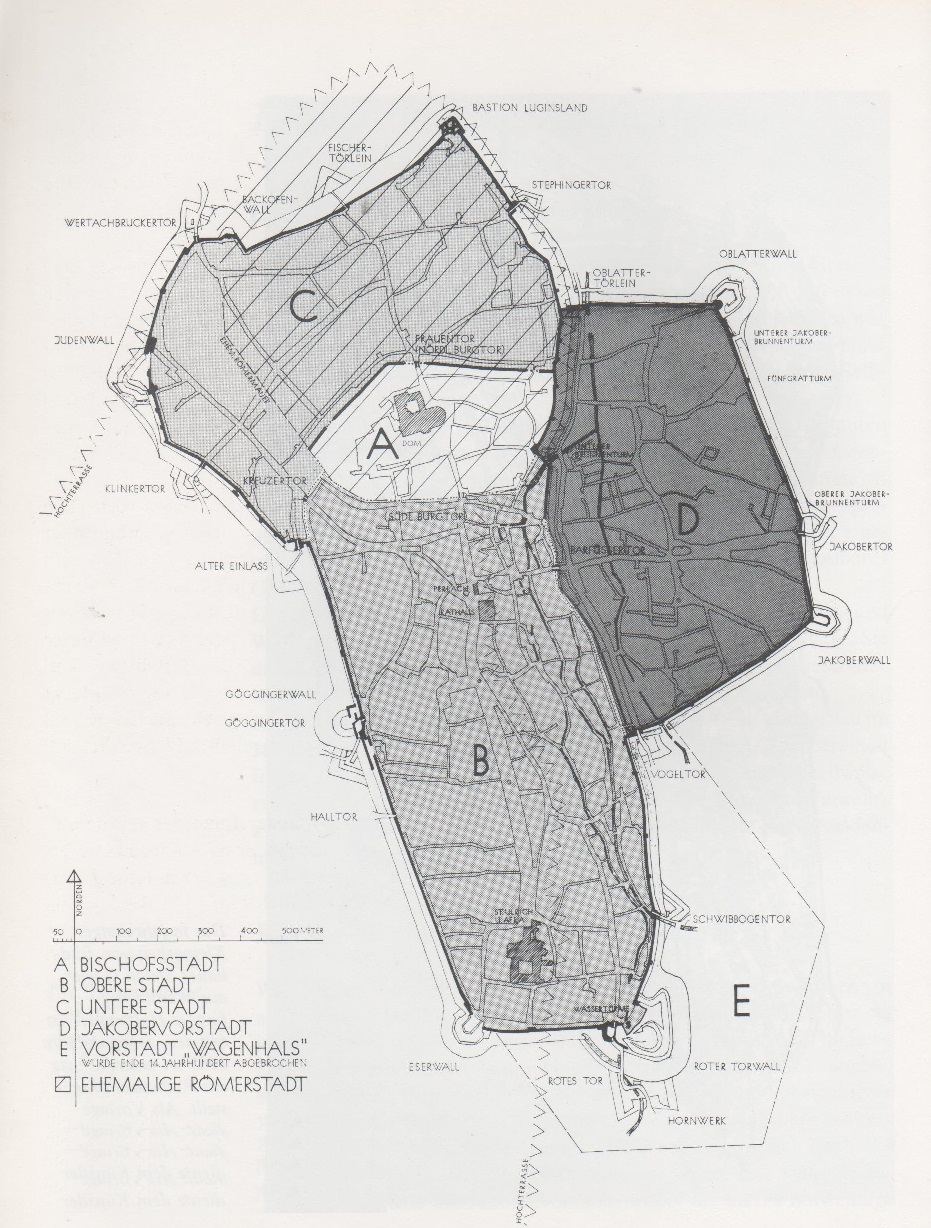
Этапы развития старого города Аугсбурга

Старый город Аугсбурга включает исторический центр города в пределах городских укреплений Аугсбурга . Это территория площадью около 217 га в центре города Аугсбург, район Санкт-Ульрих-Дом. Это означает, что Аугсбург является третьим по величине старым городом в Германии наряду с Кёльном и Гамбургом. 
Когда жители Аугсбурга говорят о своем «старом городе», они обычно имеют в виду средневековый лабиринт переулков, простирающихся на площади около 30 гектаров между Максимилианштрассе и Штадтграбеном или Внешним Штадтграбеном. Однако в статье «Реновация Старого города в Аугсбургском городском лексиконе» использование этого термина ограничивается частями старого города с преимущественно старыми зданиями, то есть Лехфиртелем и Ульрихсфиртелем, а также частями Якоберфорштадта.

## География

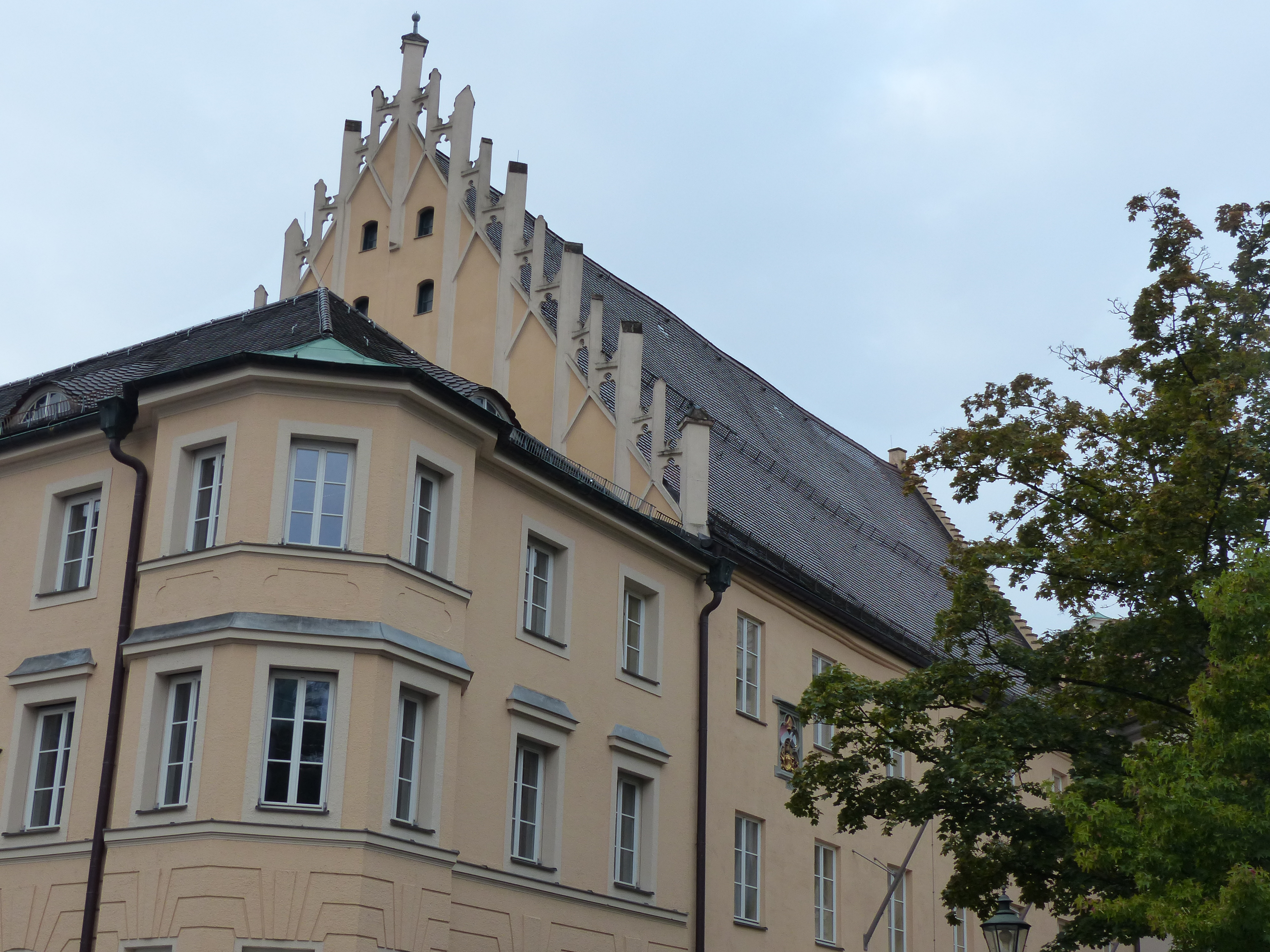
Соборный город: бывший князь-епископ. Кастенамт, фронтон 1492 года, перед ним шатровое здание 1920 года.

Территория внутри средневековых городских укреплений разделена на несколько исторических подрайонов, в которых четко прослеживается история возникновения старого имперского города, подробно представленная в статье «Городские укрепления Аугсбурга», раздел «Обзор» ; В центре находится так называемый Епископский город с Аугсбургским собором. На севере находится Нижний город (то есть город ниже по течению ), который был окружен стеной только во время второго расширения города. Оба расположены на месте бывшего римского города , простиравшегося еще дальше на север. К югу от Епископального города находится Верхний город (т.е. город вверх по течению ). Это первое расширение города XII и XIII веков также известно как гражданский город. Он не только расположен на высокой террасе Аугсбурга, но и простирается до низменности Леха с Лехфиртелем. В XIV веке Якоберфорштадт был включен в состав восточной части, которая расположена между внутренними и внешними городскими рвами и полностью находится в низменности Леха.
С 1938 года Аугсбург разделен на официальные городские районы. Старый город простирается на шесть из этих 41 районов: Район 1 (Лехфиртель и восточный Ульрихсфиртель), Район 2 (центр города и собор Ортизеи), Район 4 (Георгсфиртель и Кройцфиртель), Район 7 (Блайх и Пферрле) и Районы 8 и 9. (Якоберфорштадт-Норд и Якоберфорштадт-Юг соответственно).

## Структурные аспекты

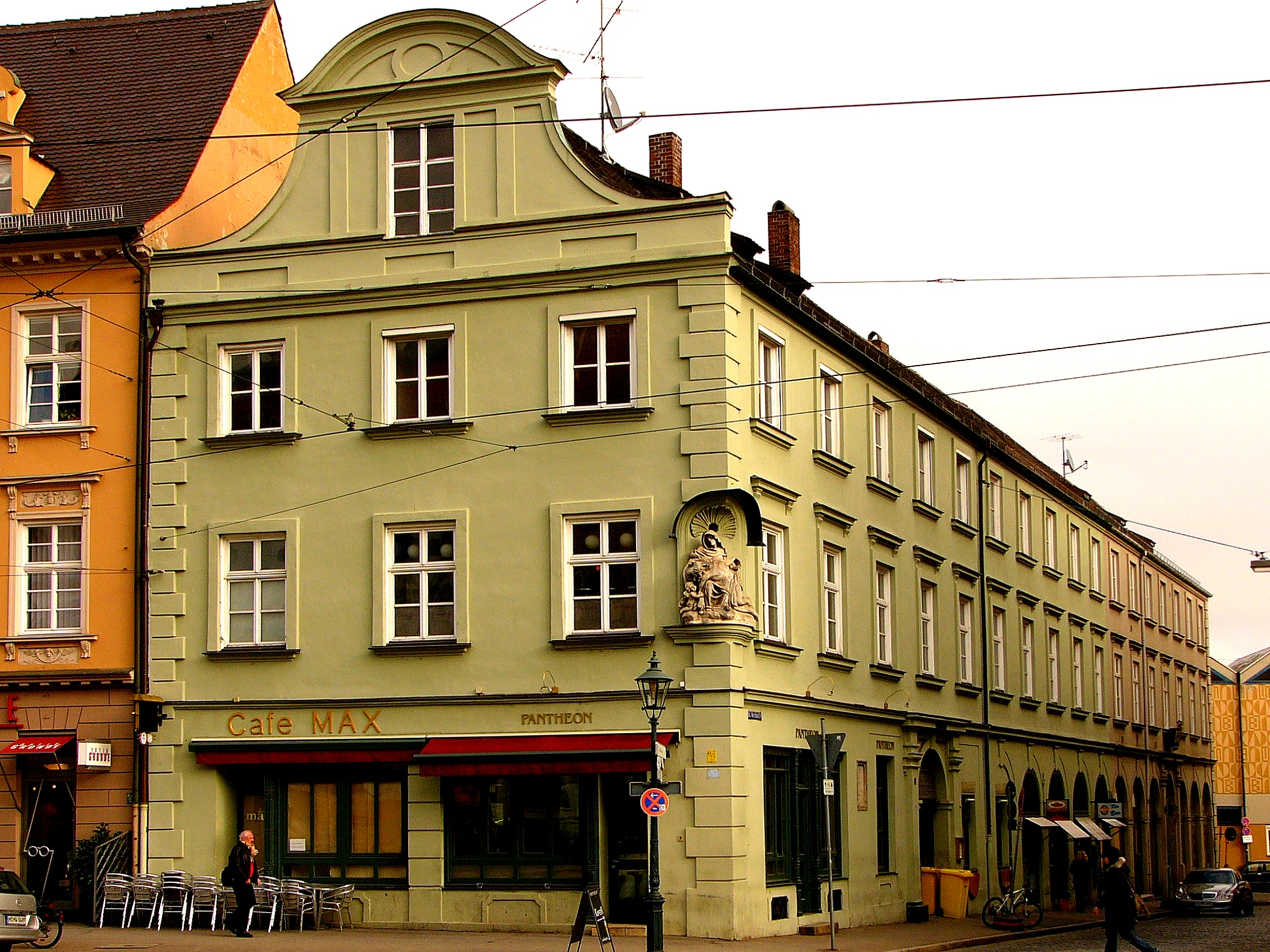
Бывший униивермаг Императорского города, Максимилианштрассе/Хайлигграбгассе,
1611, фронтон около 1700 г.

Старый город Аугсбурга характеризуется склоном, который проходит параллельно оси Максимилианштрассе-Каролиненштрассе-Хохер-Вег-Фрауэнторштрассе по всей его территории. Эта грань влияет не только на пространственное восприятие жителей Аугсбурга, которые любят лингвистически делить центр города на «верх» на высокой террасе Аугсбурга (особенно торговые районы в центре города) и «низ» (узкие улочки Лехфиртель ), это также безошибочно определяет силуэт города Аугсбург . Важнейшие здания — кафедральный собор , ратуша с башней Перлах и могучая церковь Св. Ульриха и Афры , место погребения городских святых, — выстроены, словно на нитке жемчуга, и говорят о формирующей силе История города Аугсбурга: епископ , гражданин и император ( Максимилиан I заложил первый камень в фундамент хора св. Ульриха и Афры , из-за чего здание также называли «Рейхским Домом Бога»).
Средний Лех : во-вторых, оштукатуренное фахверковое здание, вымощенное историческими большими плитами, сзади выступает канал, давший ему название.

## Окрестности
Улицы «верхнего» старого города Аугсбурга плавно изогнуты, а улицы «нижнего» района узки и извилисты. Лехфиртель также пересекают многочисленные каналы Лех и Вертах , которые когда-то обеспечивали подачу воды и энергии в ранее ремесленную территорию .
Различия в застройке можно увидеть и в отдельных районах старого города: в исторически сложившихся жилых кварталах высшего среднего класса над краем склона преобладают крупные здания с широкими фасадами, окрашенными или снабженными плоской штукатуркой . В большинстве случаев плоские или угловые эркеры являются единственными ярко выраженными скульптурными особенностями жилых домов, преимущественно обращенных на карнизы. Изюминками архитектуры имперского города являются Дома Фуггеров , Музей Максимилиана , Дом Рока , Дом Кёпфа и дворец Шацлер с его изысканно обставленным залом в стиле рококо . Садовые стены и канонические дома определяют окрестности бывшей княжеско-епископской резиденции с садом во дворе . С другой стороны, кварталы ремесленников в «нижнем» старом городе разделены гораздо более плотно, чем в верхнем городе. Особенностью городского пейзажа здесь является Фуггерай как «город в городе».

## Площади

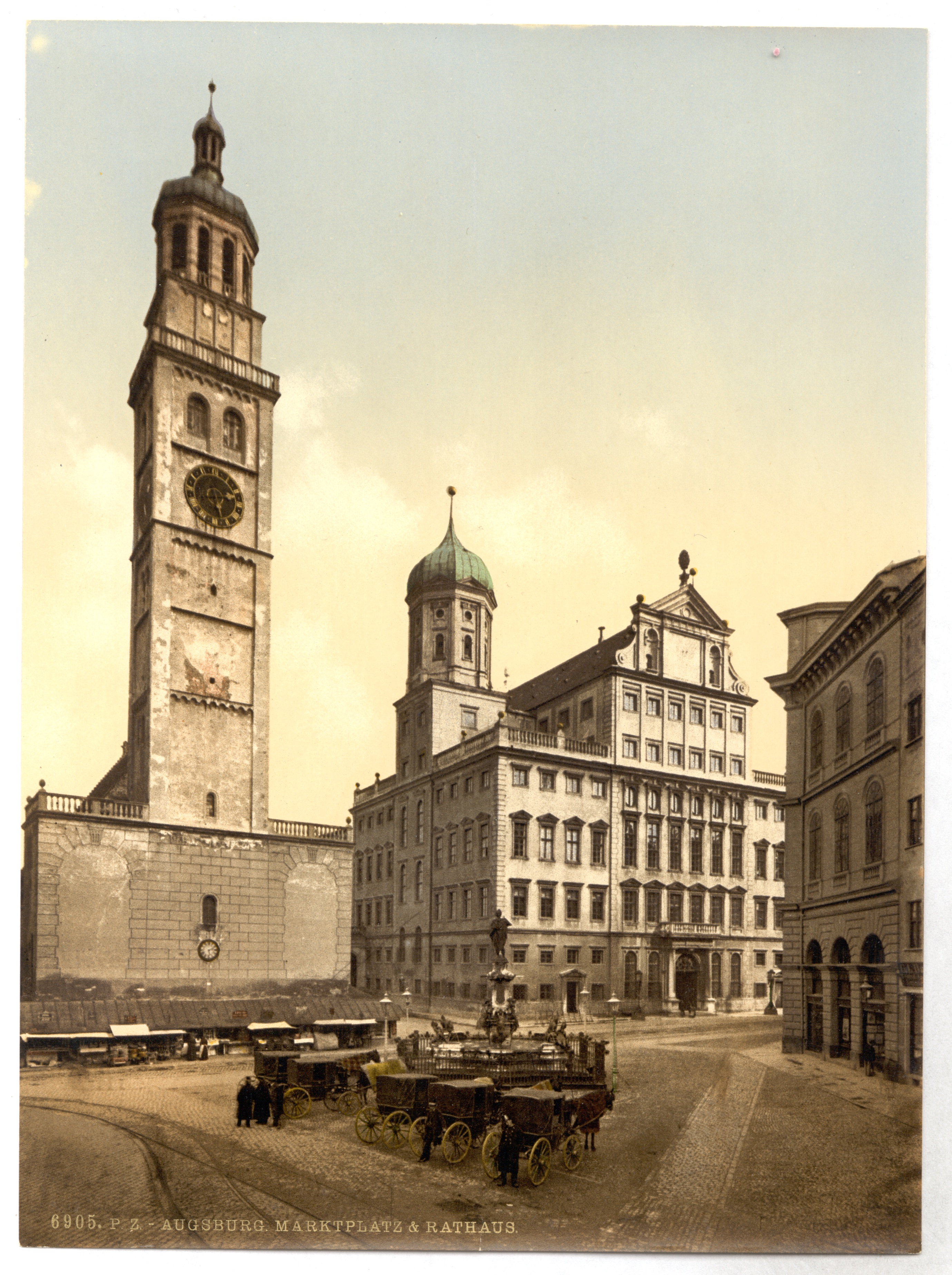
Северная треть сегодняшней ратушной площади как Людвигсплац, 1900 год или ранее (железнодорожные пути, запряженные лошадьми)

Площади развиваются из уличных пространств как в высококлассных, так и в простых районах, таких как пространственное продолжение Филиппинской-Вельзер-штрассе под названием «Хоймаркт» или Гольбейнплац на Фордерен-Лех.
В отличие от большинства средневековых немецких городов, в старом городе Аугсбурга нет центральной рыночной площади . Вдоль многих улиц раскинулись рынки со специальными предложениями, некоторые из которых и сегодня можно встретить на карте города как «фруктовый рынок», «котятный рынок» или «рыбный рынок». Самая большая и важная из площадей Аугсбурга, «Вайнмаркт», возникла на Максимилианштрассе . Возможно, это восстановило состояние раннего Средневековья.
С другой стороны, ратушная площадь, которая сейчас является привлекательным центром старого города, приобрела свой нынешний вид только потому, что фондовая биржа, которая раньше находилась напротив ратуши, не была восстановлена после разрушений во время Второй мировой войны и не был заменен другим зданием. Фасад ратуши обрел свой облик только после ее перестройки.

## Светские общественные здания
Кроме того, городской пейзаж характеризуют репрезентативные светские здания периода Возрождения (такие, как ратуша, оружейная палата и городская мясная лавка ). Несмотря на снос в 19 веке, впечатляющие части того, что когда-то было самым большим сооружением в старом городе - средневековой городской стеной - все еще сохранились: помимо Фогельтор, Якобертор , Ротес Тор и Вертахбрукер Тор, укрепления в этом районе В частности , вокруг бастиона Люгинсланд до сих пор свидетельствуют об оборонительной мощи старого имперского города.

## Церкви

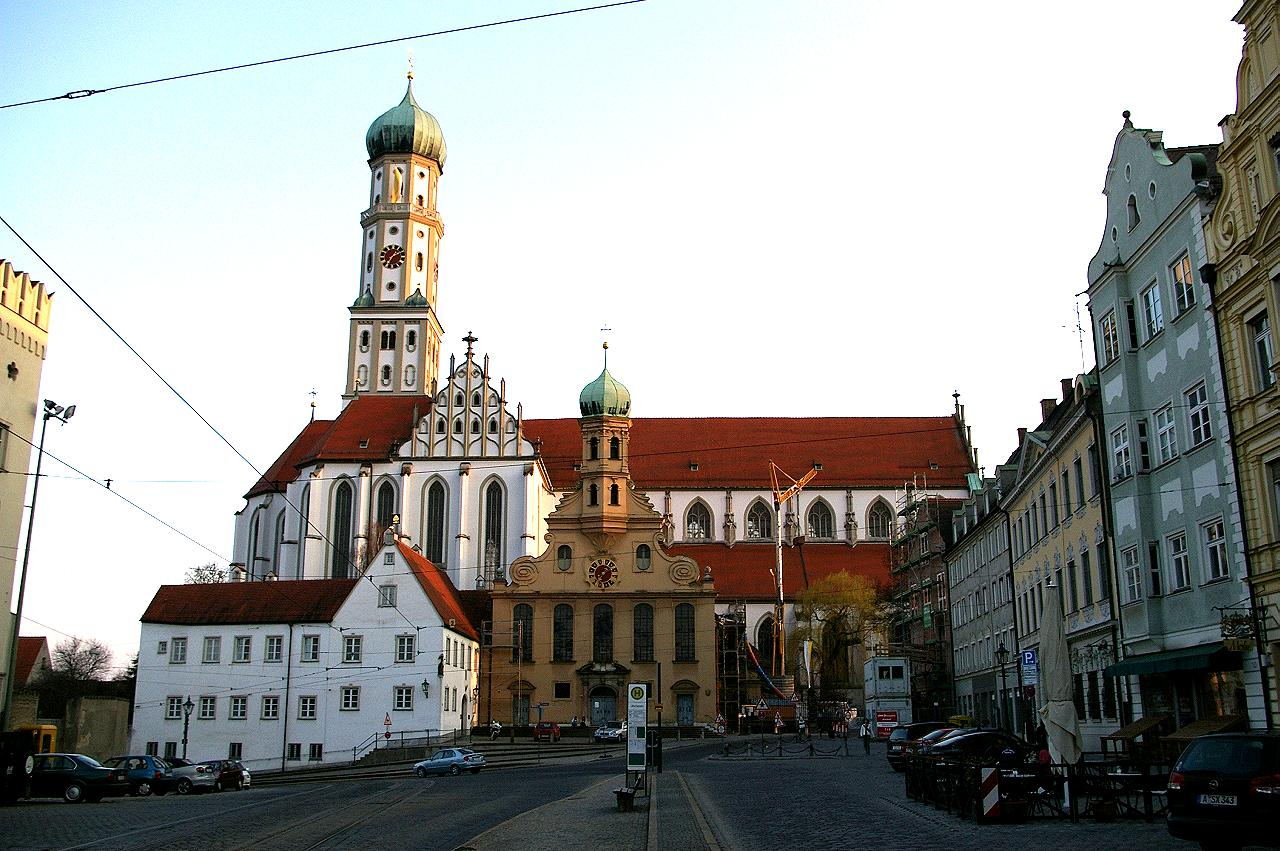
Ульрихскирхе перед церковью Св. Ульриха и Афры

Некоторые церкви в старом городе Аугсбурга образуют центр района, другие имели значение только для монастыря, которому они принадлежали. Некоторые из многочисленных монастырей средневекового Аугсбурга сохранились как церковные учреждения, а в некоторых случаях даже как монастыри. Хотя Аугсбург был одним из равноправных имперских городов , у католиков было и остается значительно больше церковных площадей в старом городе, чем у протестантов.
Начиная с самого старого собора , большие церкви города имеют боковые главные башни, за одним исключением: у Святого Петра-ам-Перлаха есть симметричная западная башня, но эта башня Перлаха существовала еще до основания церкви. В ряде церквей, в том числе и в соборе, башня находится на переходе от нефа к хорам. С другой стороны, небольшие церкви, в том числе Ев. Крестовоздвиженская церковь и Ев. Ульрихскирхе , небольшая протестантская церковь рядом с большой одноименной католической церковью, имеет башенку, похожую на башенку на крыше, в середине фронтона.

## Строительные материалы

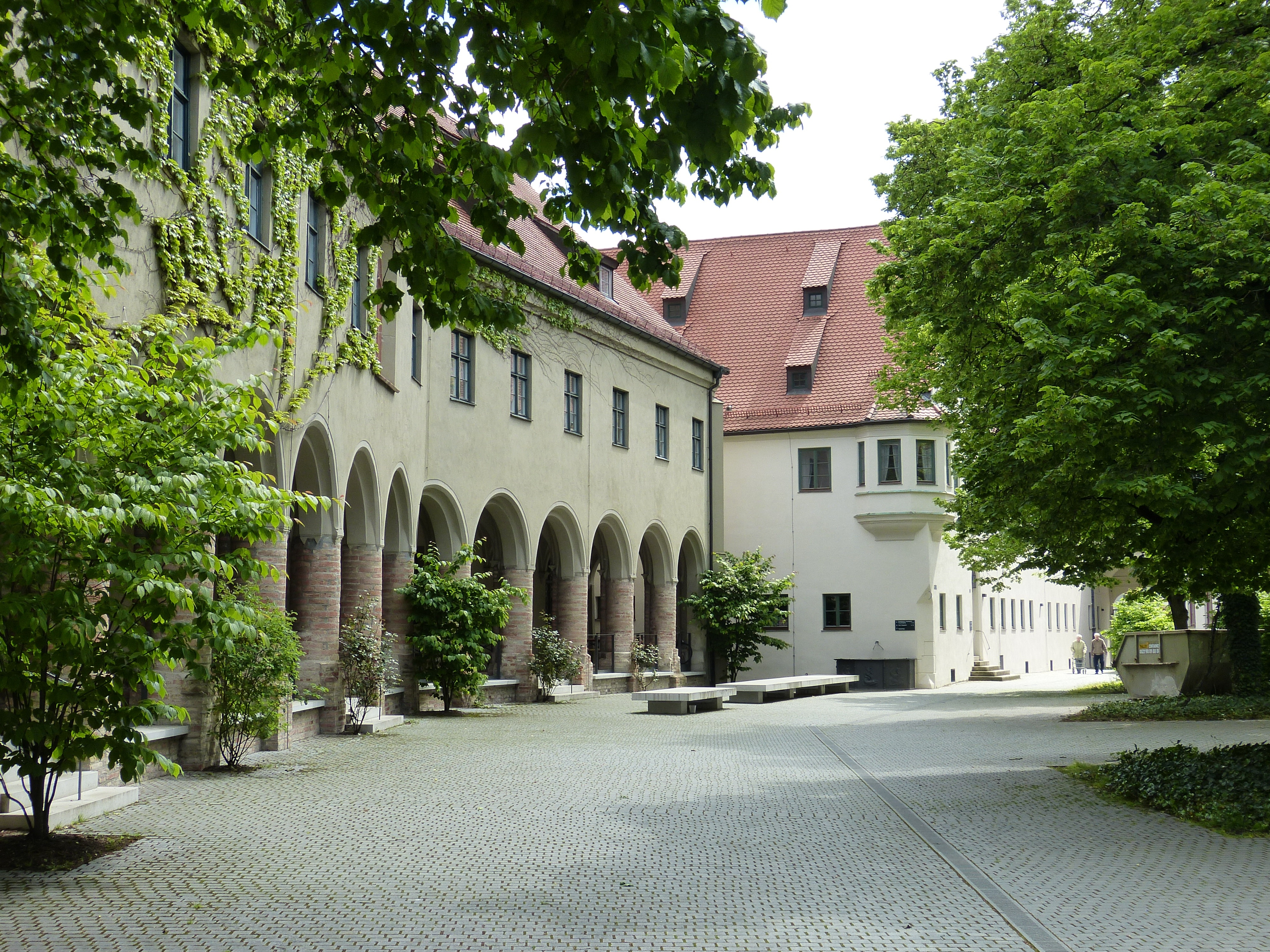
Аркада с кирпичными колоннами, 1521 г., бывший монастырь доминиканского монастыря Святой Маргариты.

Старый город Аугсбурга в основном построен из кирпича , хотя это можно увидеть только в частях городских укреплений и двух церквях.  В противном случае кирпичная кладка скрыта под штукатуркой, как это часто было в средние века. Даже сегодняшняя открытая кирпичная кладка собора была оштукатурена до начала XX века.
Кроме того, многие дома построены полностью или частично из фахверковых построек, но в Аугсбурге это почти всегда скрыто под штукатуркой. Его можно увидеть только снаружи на выступающих стенах.

## Разрушение и реконструкция
Старый город Аугсбурга сильно пострадал во время Второй мировой войны . Однако благодаря тщательному и тщательному планированию реконструкции Аугсбург избежал радикальных преобразований, основанных на принципах ближайшего послевоенного периода . Старый город был в значительной степени перестроен на исторических участках, а новая застройка максимально учитывала выросшую идентичность двухтысячелетнего города. Лишь два вмешательства существенно изменили традиционную структуру старого города: сильно увеличенная Ратушная площадь , на которой до своего разрушения стояла Аугсбургская фондовая биржа, и «ось восток-запад» от городского театра до Среднего Грабена, планирование которого, однако, было запланировано уже в то время, перед Второй мировой войной.